# Эшер, Джейн
Джейн Э́шер (англ. Jane Asher; род. 5 апреля 1946[…], Уиллесден, Лондон) — английская актриса. Начала сниматься ещё в детстве, интенсивно работала как в кино так и на телевидении. Появлялась в таких телешоу и телефильмах как «На самом дне» (1970), «Маска Красной смерти» (1964), «Элфи» (1966), телесериал The Mistress (1985—1987), Crossroads, «Смерть на похоронах» (2007) и The Old Guy. Она также известна как украшатель тортов и владелец магазина выпечки, опубликовала три книги—бестселлера на эту тему. Джейн Эшер — ключевая фигура сферы развлечений 1960-х годов, невеста Пола Маккартни.

## Ранние годы
Джейн — средняя дочь из трёх детей в семье учёного, врача Ричарда Алана Джона и музыканта Маргарет Эшер (урождённой Элиот) в Вилесдене, Миддлсекс. Её отец был консультантом по заболеваниям крови и психическим заболеваниям в центральном Миддлсекском госпитале в Эктоне (западный Лондон). Он также вёл передачи, был автором многих получивших известность медицинских статей. Её мать была профессором по гобою в Гидхоллской школе музыки и драмы. Она учила Джорджа Мартина играть на фортепиано и Пола Маккартни на блокфлейте. В 1969 году её отец, Ричард Эшер, совершил самоубийство в возрасте 57 лет. Её мать Маргарет ушла из жизни в 2011 году в возрасте 97 лет.
Джейн получила образование в колледже королевы на Харли-стрит (Лондон). Её младшая сестра — Клэр Эшер, некоторое время работала радиоактрисой, в настоящее время — школьный инспектор, её старший брат — продюсер записи Питер Эшер, бывший участник дуэта Peter & Gordon (его дочь Виктория Эшер играет на клавитаре в группе Cobra Starship).
Впервые на экране Эшер появилась в фильме Mandy2 (1952) в качестве ребёнка-актёра в роли Нины.
В 1955 году она снималась в фантастическом фильме «Эксперимент Куотермасса». В 1958 году она сыграла главную роль в фильме-экранизации сказок Льюиса Кэрролла  «Алиса в Стране чудес» и «Алиса в Зазеркалье» для британской компании Argo Records.
В 1961 году снялась в британском фильме The Greengage Summer, вышедшем в США под названием Loss of Innocence.
Она сыграла роль своей дальней родственницы леди Джейн Грей в фильме 1962 года и диснеевской ТВ-программе The Prince and the Pauper («Принц и нищий»), появилась в трёх сериях (1956—1958) британского телесериала The Adventures of Robin Hood (работая со своим братом Питером) и как участник викторины Juke Box Jury канала Би-би-си.

## Дальнейшая кинокарьера

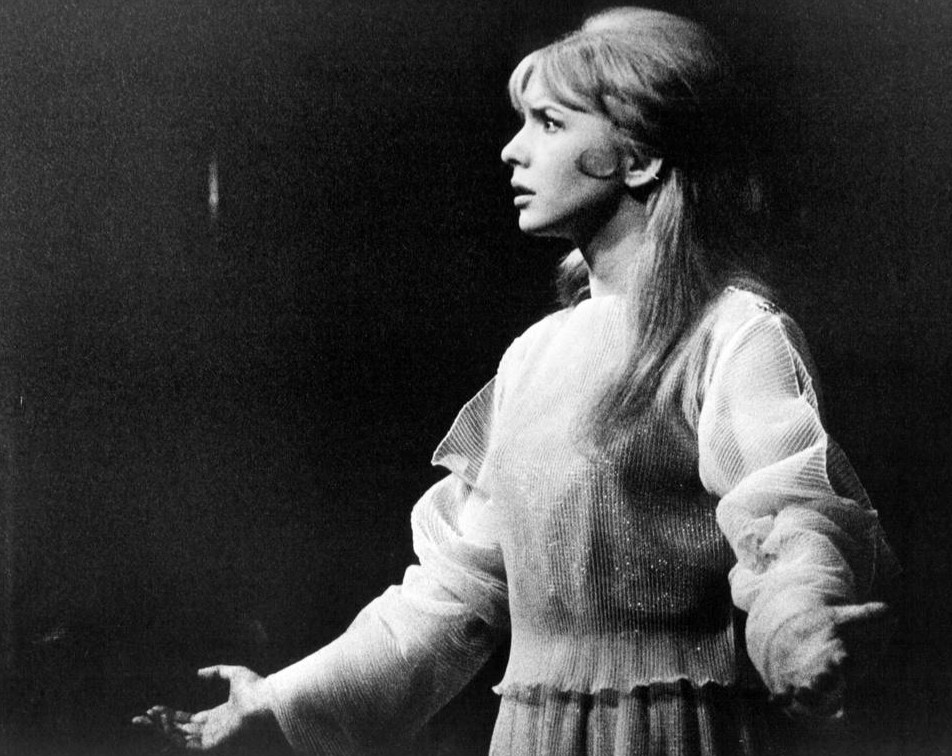
Эшер в 1967 году

Джейн Эшер появилась в роли Франчески в фильме Роджера Кормана «Маска Красной смерти» (1964) вместе с Винсентом Прайсом; в фильме «Элфи» (1966) вместе с Майклом Кейном и в фильме Ежи Сколимовского «На самом дне» (1970) вместе с Джоном Молдер-Брауном. Затем она больше работала на британском телевидении: была приглашённой актрисой в роли ведущего редактора газеты, следующая примеру журналиста-панка Кэролайн Кун (в фильме Кэролайн Кук) эпизода «Punky Business» британского комедийного телесериала: «The Goodies». Она снималась в телевизионной драме «The Stone Tape», «Wicked Women», телесериалах «Rumpole of the Bailey», «Brideshead Revisited» 1981 года канала Granada Television в роли Селии Райдер, теледраме «A Voyage Round My Father» вместе с Лоуренсом Оливье, трёхсерийной теледраме «Wish Me Luck» вышедшей в 1987-89 годах в роли Фэйт Эшли, телесериале «The Mistress» (1985-87), мыльной опере «Crossroads» (2003) в роли владельца отеля Энджел Самсон, которая проснувшись к концу сериала понимает, что все события произошли в её грёзах, все роли в отеле принадлежали её коллегам и клиентам. После того как сериал был снят, Эшер принесла извинения фанатам за серии 2003 года.
В 1994 году в комедийной драме «Whatever Happened to Susan Foreman?» канала BBC Radio 4 она воплотила Сьюзен Форман, компаньона доктора Кто. Следующей знаменательной работой на радио стал эпизод The Peculiar Persecution of Mr John Vincent Harden в произведении «The Further Adventures of Sherlock Holmes» в 2002. В 2004 году она выступила в пьесе Festen на сцене театра Артс-театр. В 2005 году она сыграла в «The World’s Biggest Diamond» режиссёра Gregory Motton на сцене театра Ройал-Корт.
В 2006 году Эшер снялась в одноимённом ремейке фантастического сериала 1960-х годов «A for Andromeda» Ричарда Фелла, вышедшим на цифровом телеканале BBC Four. В 2007 году она воплотила роль вдовы Сандры в фильме Фрэнка Оза «Смерть на похоронах». Эшер появилась в роли леди Бирн драмы на медицинскую тему «Holby City» канала ВВС, эту роль она периодически исполняет. В октябре 2007 она воплотила персонаж Андреа Йетс в эпизоде «Whatever Happened to Sarah Jane?» фантастического сериала «Приключения Сары Джейн». Эшер приняла участие в драматическом сериале «The Palace», 2008 года канала ITV, снятого в Литве, она сыграла роль королевы Шарлотты (матери короля Ричарда IV). В течение восьми недель, начиная с 14 января 2008 года, сериал показывался на канале ITV1 в 9 вечера каждое воскресенье.
В августе 2008 года Эшер появилась в сериях реалити-шоу талантов «Maestro» на канале BBC Two. Летом 2008 Эшер участвовала в сериях Maestro, где восемь искушённых персон шоу-бизнеса состязаются за награду — проведение променадного концерта. В 2009 Эшер сыграла роль Салли в комедийном сериале The Old Guys канала BBC One. В 2011 году она сыграла роль Маргарет Харкер в мини-сериале «Waterloo Road».
В октябре 2009 года она появилась в роли Делии в Rose Theatre на Кингстон-стрит в ремейке пьесы режиссёра Питера Холла «Bedroom Farce» драматурга Алана Эйкборна и в первой пантомиме с её участием «Белоснежка и семь гномов» в театре Ричмонд в декабре 2009. Оба появления породили восторженные обзоры. В 2011 году она вернулась на сцену Rose Theatre сыграв роль леди Брэкнелл в комедии «Как важно быть серьёзным».
В 2012 году она сыграла роль тёти Чарли на сцене Menier Chocolate Factory. Летом 2013 года она сыграла роль леди Кэтрин де Бур в пьесе «Гордость и предубеждение» на сцене Open Air Theatre в Риджентс-парк. В 2014 году она сыграла роль в пьесе Moon Tiger, поставленной по произведению писательницы Пенелопы Лайвли на сцене Theatre Royal Bath. В 2016 году Ашер сыграла роль мисс Хэвиш в сценической адаптации Майкла Итона романа Диккенса «Большие надежды». В 2017 году она сыграла роль мадам Борел в лондонской сценической постановки мюзикла «Американец в Париже».

## Бизнес и благотворительность
Эшер написала три романа-бестселлера («The Longing», «The Question» и «Losing It») и дюжину книг об образе жизни, об одежде и об украшении тортов. Эшер создала компанию по изготовлению тортов для вечеринок и кондитерских чудес для особых случаев. У неё есть собственный брэнд кухонной утвари, продающейся в магазинах сети Poundland по Великобритании и в сети Dealz по Ирландии.
Эшер является пайщиком журнала Private Eye, президентом благотворительного общества Arthritis Care и заслуженным помощником Британской ассоциации гуманистов. Она президент национального общества аутизма, где играет активную роль. Также она спикер (вместе с Джошуа Маглтоном) при запуске кампании «Make School Make Sense» данного общества. Она президент британского благотворительного общества по поддержке страдающих болезнью Паркинсона. В марте 2010 Эшер согласилась занять пост вице-президента британского благотворительного общества Autistica, собирающего средства на исследования в области аутизма. Эшер также является патроном TRACKS Autism, детсада раннего возраста для страдающих аутизмом и The Daisy Garland, национального зарегистрированного благотворительного общества для поддержки детей, страдающих эпилепсией устойчивой к лекарствам.

## Личная жизнь
В 1963 году 17-летняя Эшер брала интервью у группы The Beatles в Королевском Альберт-холле (Лондон). Фотограф программы Radio Times канала Би-би-си попросил её сфотографироваться вместе с участниками группы. Эшер начала встречаться с Полом Маккартни, их отношения длились 5 лет, в 1967 году была объявлена помолвка.
С декабря 1963 Маккартни проживал в доме Эшеров по адресу Уимпоул-стрит, 57 в до 1966 года, пока они не переехали в собственный дом Маккартни в лондонском районе Сент-Джонс-Вуд. Проживая в доме Эшеров, Маккартни написал несколько песен группы The Beatles. Джейн Эшер вдохновила его на написание песен: «And I Love Her», «You Won’t See Me», «I’m Looking Through You»«» и «Here, There and Everywhere». Он писал в комнате, которая обычно использовалась для занятий музыкой. Дом Эшеров послужил местом интеллектуальной стимуляции для Маккартни. Он наслаждался утончённой атмосферой бесед и компании среднего класса, к которой он и стремился. Согласно Синтии Леннон, Маккартни был «горд как петух», что Джейн была его подругой, и смотрел на неё как на большой приз. Однако Марианна Фэйтфул вспоминала, что Маккартни и Эшер «никогда хорошо не уживались», и описала один из вечеров на Кэвендиш-авеню, когда Маккартни хотел открыть окно, а Эшер была против. Маккартни периодически поднимался и открывал окно, а Эшер вставала и закрывала его. Ни один из них не прокомментировал эти события на протяжении всего вечера.
25 декабря 1967 на Рождество Маккартни и Эшер объявили о своей помолвке. Эшер сопровождала Маккартни в его поездке по Индии в феврале и марте 1968 года в городе Ришикеш для посещения интенсивной сессии по трансцендентальной медитации у гуру Махариши Махеш Йоги. В середине 1968 года Эшер, вернувшись в Бристоль раньше чем ожидалось, застала Пола в постели с другой женщиной, Фрэнси Шварц. Один из фанов, часто бродивший возле дома Маккартни заявлял, что стал свидетелем этого инцидента: «…Пол привёл домой американскую девушку, [и немного спустя] на Кавендиш-авеню завернула машина — это была Джейн. Она вернулась…раньше чем ожидалось. Джейн зашла в дом. Чуть позже она стремительно выбежала на улицу и уехала.». Вскоре после этого Маргарет Эшер приехала на Кавендиш-авеню, чтобы забрать вещи дочери.
Они пытались поправить отношения, но всё же окончательно расстались. 20 июля 1968 года Эшер официально объявила на телеканале BBC, что помолвка расторгнута, эта весть шокировала многих, в том числе и самого Маккартни. Сама Шварц заявила, что Маккартни и Эшер разорвали отношения ещё до этого инцидента. Хантер Дэвис и Барри Майлс утверждали, что отношения Эшер и Маккартни испытывали ряд проблем, одна из главных состояла в том, что Маккартни желал, чтобы Эшер оставила карьеру после женитьбы, чего Эшер не могла допустить. Другой проблемой было распутство Маккартни и употребление им наркотиков. Вернувшись в Лондон после пятимесячного турне по США Эшер нашла Маккартни совершенно изменившимся и сообщила об этом Дэвису. «[Он] так изменился. Употребляет ЛСД, чего я не могу разделить. Я завидовала его духовной практике с Джоном. В течение дня зашло человек пятнадцать. Дом изменился, он был полон вещей, которые я не знала».
Эшер последовательно отказывается обсуждать публично свои отношения с Маккартни, и до сих пор верна этой позиции. В 2004 году, отвечая на вопрос, раздражает ли её это, она ответила: «Я уже тридцать лет нахожусь в счастливом браке. Это оскорбительно». На этом основании Хантер Дэвис, биограф The Beatles, описывает её как одну из главных товарищей The Beatles 1968 года, не публикующей свои воспоминания. Она посетила премьеру последнего фильма The Beatles «Let It Be» 1970 года вместе с бывшей женой Джона Леннона Синтией, хотя ни один из членов группы не посетил премьеру.
В 1971 Эшер познакомилась с иллюстратором Джеральдом Скарфом, создателем анимации и оформления альбома и фильма Pink Floyd The Wall, десять лет спустя они поженились. В то время Эшер ожидала второго ребёнка. Всего у них трое детей: Кэти (род. 1974), Алекс (род. 1981) и Рори (род. 1983). Джейн Эшер является тётей Виктории Эшер, клавитаристки и бэк-вокалистки группы Cobra Starship. Она сестра Питера Эшера из дуэта Peter & Gordon.

## Избранные роли
Кино:
- Mandy (1952) — Нина
- Adventure in the Hopfields (1954)
- Charley Moon (1956)
- The Greengage Summer (1961) — Эстер Грей
- Girl in the Headlines (1963) — Линди Биркетт
- Маска Красной смерти (1964) — Франческа
- Элфи / Alfie (1966) — Энни
- The Winter’s Tale (1967)
- На самом дне (1970) — Сюзан
- The Buttercup Chain (1970) — Маргарет
- Henry VIII and His Six Wives (1972) — Джейн Се́ймур
- Возвращение в Брайдсхед (1981) — Селия Райдер
- Runners (1983) — Элен
- Success Is the Best Revenge (1984) — банковский менеджер
- Dreamchild (1985) — миссис Лиддел
- Paris by Night (1988) — Полин
- Closing Numbers (1993)
- Византийская принцесса (2006) — византийская императрица.
- Смерть на похоронах  (2007) — Сандра
- Приключения Сары Джейн — Whatever Happened to Sarah Jane? (2007) — Андреа Йетс
- Old Guys (2008—2010) — Салли
- Даю год (2013) — Диана
- Drunk on Love (2015) — мисс Шарп

Телевидение:
| Год     | Фильм                     | Роль                       | Примечания                                     |
| ------- | ------------------------- | -------------------------- | ---------------------------------------------- |
| 1961    | Home Tonight              | Kathy                      | 5 серии                                        |
| 1962    | The Prince and the Pauper | леди Джейн Грей            | 3 серии                                        |
| 1972    | The Stone Tape            | Jill Greely                | телесериал                                     |
| 1972    | Гедда Габлер              | Tea Эльвстед               | телесериал                                     |
| 1973    | Wessex Tales              | Lucy Saville               | Episode: «Fellow Townsmen»                     |
| 1978    | Hawkmoor                  | Lady Johane Williams       | 5 серии                                        |
| 1978    | Rumpole of the Bailey     | Kathy Trelayne             | Episode: «Rumpole and the Alternative Society» |
| 1981    | Возвращение в Брайдсхед   | Селия Райдер               | 2 серии                                        |
| 1982    | East Lynne                | Emma Vane                  | телесериал                                     |
| 1984    | A Voyage Round My Father  | Elizabeth                  | телесериал                                     |
| 1985    | The Mistress              | Helen Carpenter            | 6 серии                                        |
| 1988    | Wish Me Luck              | Faith Ashley               | 22 серии                                       |
| 2003    | Crossroads                | Angel Samson               | 18 серии                                       |
| 2004    | Мисс Марпл Агаты Кристи   | Сильвия Лэстер             | серия: «Убийство в доме викария»               |
| 2006    | A for Andromeda           | Professor Madeleine Dawnay | телесериал                                     |
| 2007    | Приключения Сары Джейн    | Andrea Yates               | 2 серии                                        |
| 2007-10 | Holby City                | Lady Byrne                 | 23 серии                                       |
| 2008    | The Palace                | Queen Charlotte            | 8 серии                                        |
| 2009-10 | The Old Guys              | Sally                      | 12 серии                                       |
| 2010    | Пуаро Агаты Кристи        | Lady Mary                  | серия: «Three Act Tragedy»                     |
| 2015    | Stella                    | Hazel                      | 3 серии                                        |
| 2015-16 | Eve                       | Mary Douglas               | 13 серии                                       |